# پل فورث
پل فورث (انگلیسی: Forth Bridge) یک پل طره‌ای عبور راه‌آهن دوطرفه بر روی خور فورث در شرق اسکاتلند، در ۹ مایلی (۱۴ کیلومتری) غرب مرکز ادینبورگ است. این پل در سال ۱۸۹۰ تکمیل شد و به عنوان نمادی از اسکاتلند در نظر گرفته می‌شود (در سال ۲۰۱۶ به عنوان بزرگترین شگفتی ساخت بشر اسکاتلند انتخاب شد) و در فهرست میراث جهانی یونسکو قرار گرفت. مهندسان انگلیسی سر جان فاولر و سر بنجامین بیکر طراحان این پل بوده‌اند. گاهی اوقات از آن به عنوان پل ریلی فورث (برای متمایز کردن آن از پل جادهٔ فورث) یاد می‌شود، هرچند این نام هرگز نام رسمی آن نبوده‌است.
ساخت این پل در سال ۱۸۸۲ آغاز شد و در ۴ مارس ۱۸۹۰ توسط دوک روتسای، ادوارد هفتم آینده افتتاح شد. زمانی که این پل افتتاح شد، تا سال ۱۹۱۹ که پل کبک در کانادا تکمیل شد، دارای طولانی‌ترین دهانهٔ تک کنسولی در جهان بود. با دهانهٔ ۱۷۰۹ فوت (۵۲۱ متر) این پل همچنان دومین طویل‌ترین دهانه تک دهانه‌ای در جهان است.
پل و زیرساخت‌های راه‌آهن مرتبط با آن متعلق به شبکه ریل است. این پل خط ادینبورگ-آبردین را با پیمودن پهنای فورث فاصلهٔ بین دهکده‌های کوئینزفری جنوبی و کوئینزفری شمالی می‌گذراند و طول کلی آن ۸۰۹۴ فوت (۲۴۶۷ متر) است.